# Iñaki Gómez
Iñaki Gómez Goroztieta (* 16. Januar 1988 in Mexiko-Stadt) ist ein kanadischer Geher.
2010 wurde er bei den Commonwealth Games in Neu-Delhi Fünfter im 20-km-Gehen.
Im Mai 2012 kam er beim Geher-Weltcup in Saransk über die gleiche Distanz auf Rang 13. Drei Monate später wiederholte er bei den Olympischen Spielen in London diese Platzierung und verbesserte dabei seinen persönlichen Rekord auf 1:20:58 h.
Bei der Sommer-Universiade 2013 in Kasan wurde er über 20 km Fünfter und gewann mit der kanadischen Mannschaft die Bronzemedaille. Ebenfalls über 20 km wurde er bei den Leichtathletik-Weltmeisterschaften 2013 in Moskau Achter und gewann Silber bei den Panamerikanischen Spielen 2015 in Toronto.

## Persönliche Bestzeiten
- 5000 m Gehen: 18:45,64 min, 18. Februar 2012, Sydney
  - Halle: 19:46,40 min, 21. Februar, Montreal
- 10.000 m Gehen: 40:01,0 min, 22. Juni 2013, Moncton
- 20 km Gehen: 1:20:18 h, 4. Mai 2014, Taicang